# Saison 1903-1904 des Sénateurs d'Ottawa
Autres saisons
Saison précédente Saison suivante
La saison 1903-1904 de hockey sur glace est la dix-neuvième à laquelle participe le Club de hockey d'Ottawa.

## Classement
| Clt   | Équipe                | PJ | V | D | N | BP | BC | Pts |
| ----- | --------------------- | -- | - | - | - | -- | -- | --- |
| +001, | Bulldogs de Québec    | 8  | 7 | 1 | 0 | 50 | 37 | -   |
| +002, | Victorias de Montréal | 8  | 5 | 3 | 0 | 75 | 48 | -   |
| +003, | AAA de Montréal       | 8  | 3 | 5 | 0 | 34 | 49 | -   |
| +004, | Shamrocks de Montréal | 8  | 1 | 7 | 0 | 32 | 74 | -   |
| +005, | Sénateurs d'Ottawa    | 4  | 4 | 0 | 0 | 32 | 15 | -   |

- Champion de la LCHA

## Meilleurs marqueurs
| Joueur      | PJ | B  |
| ----------- | -- | -- |
| Frank McGee | 4  | 12 |
| Alf Smith   | 4  | 8  |

## Matchs après matchs
| No | Date       | Visiteurs | Résultat | Domicile  | Fiche |
| -- | ---------- | --------- | -------- | --------- | ----- |
| 1  | 9 janvier  | Victorias | 6-10     | Ottawa    | 1-0-0 |
| 2  | 16 janvier | Ottawa    | 8-3      | AAA       | 2-0-0 |
| 3  | 30 janvier | Ottawa    | 4-1      | Victorias | 3-0-0 |
| 4  | 6 février  | Shamrocks | 5-10     | Ottawa    | 4-0-0 |

## Effectif
- Gardien de buts : John Hutton
- Défenseurs : Harvey Pulford, James McGee et Arthur Moore
- Attaquants :  Frank McGee, Alf Smith, Billy Gilmour, Suddy Gilmour et Harry Westwick